# COCOON PIT
COCOON PIT（コクーンピット）は、日本のロックバンド。

## メンバー
TERRAYA（テラヤ）
ギター & more.
SHINGO（シンゴ）
ベース& more.

## 来歴
- 1999年

COCOON PIT結成。VU、CANやPUNK・NEW WAVE等の影響が色濃く反映された4曲入テープ「COCOON PIT」リリース。
- 2000年

CLUB ASIAコンピ「Indication Of Popular Music」に参加。ダモ鈴木（ex.CAN） と初共演。
- 2001年前半

テキサス州オースティンでのS×SW（サウス・バイ・サウスウエスト）に出演。共演は大友良英、KING BROTHERS、WRENCH、DAS BOOT等。
- 2001年後半

スペーシーなギターとベースの緩やかなアンサンブルに無機質なビートを乗せたミニマムでサイケデリックなサウンドに変化。アルミホイルジャケが話題を呼んだ「4trux」リリース。dip、割礼、マーブルシープ等のサイケデリックロックバンドやモンドリアン周辺の現代音楽家たちと数多く共演。
- 2003年

アナログ「PINK EXP」リリース（CDは後に発売）。リミックスでDJ BAKU、SINSENが参加。
- 2004年前半

ダモ鈴木（ex.CAN）と2回目の共演。U.F.O.CLUB オムニバス「U.F.O.CLUB TOKYO JAPAN VOL.1」に参加。
- 2004年後半

環境音に生楽器と電子音を組み合わせて作られた「4SEASONS 4TRAX」リリース。
- 2005年

サムイ島や沖縄等、南国の影響下で作られたフルアルバム「COCKPIT VIEW」リリース。
- 2006年～2010年

ライブから離れ、各種実験やレコーディングのみの活動を行う。映画『目のまえ』（監督：川村清人）に挿入曲として「PARADIESMUSIK」を提供。ラジオ等でも取り上げられ変態的な音楽性が話題になった「ANIMATION AREA」や「鳥のたまご」「SPAIN」等の作品を発表。
- 2011年

U.F.O.CLUBの15周年記念イベントや発狂天国等でライブを再開。
- 2012年

生ドラムなどを加えた新体制でLIVEに向けリハーサルを開始。